# Milwaukee Bucks 1993-1994
La stagione 1993-94 dei Milwaukee Bucks fu la 26ª nella NBA per la franchigia.
I Milwaukee Bucks arrivarono sesti nella Central Division della Eastern Conference con un record di 20-62, non qualificandosi per i play-off.

## Roster
| N° | Naz.                   | Ruolo | Sportivo         | Anno | Alt. | Peso |
| -- | ---------------------- | ----- | ---------------- | ---- | ---- | ---- |
| 00 | Stati Uniti (bandiera) | A     | Anthony Avent    | 1969 | 206  | 107  |
| 00 | Stati Uniti (bandiera) | AC    | Anthony Cook     | 1967 | 206  | 93   |
| 3  | Stati Uniti (bandiera) | A     | Ken Norman       | 1964 | 203  | 98   |
| 5  | Stati Uniti (bandiera) | G     | Eric Murdock     | 1968 | 185  | 86   |
| 10 | Stati Uniti (bandiera) | GA    | Todd Day         | 1970 | 198  | 85   |
| 11 | Stati Uniti (bandiera) | G     | Lee Mayberry     | 1970 | 185  | 78   |
| 17 | Stati Uniti (bandiera) | G     | Jon Barry        | 1969 | 193  | 88   |
| 20 | Stati Uniti (bandiera) | A     | Derek Strong     | 1968 | 203  | 100  |
| 24 | Stati Uniti (bandiera) | C     | Danny Schayes    | 1959 | 211  | 107  |
| 30 | Stati Uniti (bandiera) | GA    | Blue Edwards     | 1965 | 193  | 91   |
| 40 | Stati Uniti (bandiera) | AC    | Frank Brickowski | 1959 | 206  | 109  |
| 40 | Stati Uniti (bandiera) | A     | Joe Courtney     | 1969 | 203  | 107  |
| 42 | Stati Uniti (bandiera) | A     | Vin Baker        | 1971 | 211  | 105  |
| 43 | Stati Uniti (bandiera) | C     | Mike Gminski     | 1959 | 211  | 113  |
| 44 | Stati Uniti (bandiera) | AC    | Greg Foster      | 1968 | 211  | 109  |
| 54 | Stati Uniti (bandiera) | AC    | Brad Lohaus      | 1964 | 211  | 104  |

## Staff tecnico
- Allenatore: Mike Dunleavy
- Vice-allenatori: Frank Hamblen, Jim Eyen, Butch Carter, Larry Riley
- Preparatore atletico: Mark Pfeil